# Casal de Vallverd
El casal de Vallverd és una obra del municipi de Sant Llorenç Savall (Vallès Occidental) declarada bé cultural d'interès nacional.

## Descripció
Queden alguns vestigis de murs del casal a tocar la Capella de Sant Jaume de Vallverd, cap al nord i a un nivell més alt que l'ermita.

## Història
Hi ha poques notícies documentals d'aquest castell. L'any 1190 es diu en el testament de Bernat de Vallverd que havien fet construir una capella dins d'aquesta fortalesa. El 1205 Bernat, amb la seva esposa, torna a fer testament on deixen la casa de Vallverd, que tenen en franc alou, al seu fill Bernat.